# Пржевлоцкий, Константин Иосифович
{{Персона
```
|имя                  = Константин Иосифович Пржевлоцкий 
|оригинал имени       = 
пол.
 
Konstanty Przewłocki

|изображение          = Пржевлоцкий, Константин Иосифович.png
|ширина               = 250px
|описание изображения = 
|имя при рождении     = 
|род деятельности = член 
Государственного совета
, 
помещик
, 
предприниматель

|дата рождения        = 18.10.1857 
|место рождения = с. 
Воля-Галезовска
, 
Люблинский уезд
, [[Люблинская губерния}}, 
Царство Польское
, 
Российская империя

|подданство           = 
 
Российская империя
 → 
 
Польша

|дата смерти          = 19.8.1930
|место смерти  = 
Лазне Есеник
, 
Чехословакия

|отец                 = Юзеф (Иосиф) Пржевлоцкий (
пол.
 
Józef Przewłocki
)
|мать                 = Зофья Козьмян (
пол.
 
Zofia Koźmian
)
|супруга              = Элеонора Плятер-Зиберг (
пол.
 
Eleonora Plater-Zyberk
)
|дети = Хенрика (1884-1946), Констанция (1886-1977), Мария (1888-1947), Тереза (1892-1967), Юзефа (1895-1962)
|награды и премии     = 
|сайт                 = 
|викисклад            = 
```

}}
Константи́н Ио́сифович Пржевло́цкий (пол. Konstanty Przewłocki; 1857 – 1930) — член Государственного совета Российской империи, помещик и предприниматель.

## Биография
Родился в селе Воля-Галезовска, около города Быхавы, в польской дворянской католической семье, имеющей дворянский герб Пржестржал. Получив домашнее образование, экстерном сдал экзамены в Рижской немецкой школе. В 1880 году Пржевлоцкий окончил механическое отделение Рижского политехникума и получил специальность инженера-механика. Во время учёбы входил в студенческое объединение «Arkonia». Константин Иосифович на государственной службе не был, по этой причине не имел чина. После обучения Пржевлоцкий занялся сельским хозяйством в своём имении в Люблинской губернии. Он был крупным землевладельцем Волынской и Люблинской губерний, в 1906 году имел 6800 десятин земли. Кроме того был владельцем лесопильного и винокуренного заводов. Был женат, имел пятерых детей. Жена — Элеонора Плятер-Зиберг (пол. Eleonora Plater-Zyberk), из дворянского польского рода. Дети: Хенрика (1884-1946), Констанция (1886-1977), Мария (1888-1947), Тереза (1892-1967), Юзефа (1895-1962)
С 1888 года он служил в Люблинской губернской дирекции «Земского кредитного общества Царства Польского», был избран в состав правления Общества; а затем стал советником дирекции, в 1904-1906 годах — председатель дирекции Общества. В ноябре 1905 года он вошёл в состав польской делегации к премьеру графу С. Ю. Витте, которая ходатайствовала о проведении реформ в Царстве Польском. 4 мая 1906 года был избран членом Государственного совета Российской империи от землевладельцев Царства Польского. 5 мая 1906 года был уволен из Земского кредитного общества. Входил в Польское коло. Он был одним из организаторов созванного в Варшаве 27 — 29 ноября 1906 года Аграрного съезда. Был членом аграрной комиссии Центра группы и особой комиссии общего собрания по законопроекту «Об упразднении попечительств о народной трезвости» в 1907 году. В июне 1909 года Пржевлоцкий выбыл из Государственного совета в связи с окончанием срока полномочий. Пржевлоцкий активно работал в губернском комитете Особого совещания о нуждах сельскохозяйственной промышленности. С 1900 года он входил в руководство Люблинского сельскохозяйственного общества. В 1902-1903 годах Константин Иосифович был членом Люблинского губернского комитета Чрезвычайного совета по делам, связанным с реализацией сельскохозяйственной продукции, Чрезвычайный совет был создан в связи с экономическим кризисом в Российской империи. Был членом Люблинского благотворительного общества; Константин Иосифович играл на фортепиано и не раз выступал с благотворительными концертами. После провозглашения независимости Польши в 1919 году Константин Иосифович был председателем Люблинского благотворительного общества в 1920-х годах.
Умер в санатории «Gräfenberg» (Лазне Есеник), расположенном около города Есеник в Чехословакии. Похоронен на кладбище в Быхаве.